# Masca Morții Roșii
„Masca Morții Roșii” (în engleză The Masque of the Red Death, inițial The Mask of the Red Death) este o povestire a scriitorului american Edgar Allan Poe.
Povestirea relatează încercările prințului Prospero de a evita o periculoasă ciumă, boală cunoscută ca Moartea Roșie, prin izolarea lui într-o mănăstire. El, împreună cu mulți alți nobili bogați, organizează un bal mascat în șapte camere ale mănăstirii, fiecare decorată într-o culoare diferită. În mijlocul orgiei lor, o persoană misterioasă intră și își face drum prin fiecare dintre camere. Prospero moare după confruntarea cu acest străin, la fel pățind și oaspeții. Povestirea prezintă multe tradiții ale ficțiunii gotice și este adesea analizată ca o alegorie cu privire la inevitabilitatea morții, deși unii critici se opun considerării operei ca un text alegoric. Au fost realizate multe interpretări diferite, încercându-se să se identifice adevărata natură a bolii.
Povestirea a fost publicată pentru prima dată în mai 1842 în revista Graham's Magazine. Ea a fost adaptată de atunci în multe forme diferite, printre care un film din 1964 cu Vincent Price în rolul principal. Povestirea a fost menționată în alte lucrări de mai multe tipuri.

## Rezumat
Povestirea are loc la abația fortificată a „fericitului, cutezătorului și agerului” prinț Prospero. Prospero și o mie de alți nobili s-au refugiat în această abație întărită pentru a scăpa de Moartea Roșie, o epidemie teribilă de ciumă cu simptome oribile care a pustiit ținutul. Victimele simțeau o agonie convulsivă și curgeau de pe ele sudori de sânge în loc de apă. Se spune că ciuma ucidea într-o jumătate de oră. Prospero și curtea lui sunt prezentați ca indiferenți la suferințele populației, intenționând să aștepte sfârșitul epidemiei de ciumă în lux și siguranță în spatele zidurilor sigurului lor refugiu, după ce porțile masive de fier fuseseră sudate.
Într-o noapte, Prospero a organizat un bal mascat pentru a-și distra oaspeții, în șapte camere colorate din mănăstire. Șase dintre camere sunt decorate fiecare și luminate într-o culoare specifică: albastru, violet, verde, portocaliu, alb și violet. Ultima cameră este decorată în negru și este luminată de o lumină roșie - „de culoarea intensă a sângelui”: din cauza acestei perechi reci de culori, foarte puține persoane erau suficient de curajoase pentru a se aventura în camera a șaptea. În aceeași cameră se afla un orologiu mare de abanos, care suna amenințător la fiecare oră, când toată lumea se oprea din discuții sau din dans și nici orchestra nu mai cânta. După ce sunetul se oprea, toată lumea se comporta ca și cum nimic nu s-ar fi întâmplat și își continua balul. 
După ce orologiul a sunat de miezul nopții, petrecăreții și Prospero au observat o persoană îmbrăcată într-o haină întunecată, de culoarea sângelui, care semăna cu un giulgiu de înmormântare, cu o mască extrem de realistă, care părea a fi a unui cadavru rigid, și cu trăsături ale Morții Roșii, de care toți cei de la bal erau disperați să scape. Grav insultat, Prospero cere să cunoască identitatea oaspetelui misterios, astfel încât să-l spânzure. Când nimeni nu îndrăznește (de frică) să se apropie de acea persoană, în loc să-l lase să treacă prin cele șapte camere, prințul îl urmărește cu un pumnal amenințător până când îl încolțește în camera a șaptea, camera neagră cu geamuri fumurii-stacojii. Când făptura se întoarce spre el, prințul scoate un strigăt ascuțit și cade mort. Înfuriată și îngrozită, mulțimea se năpustește în camera neagră și-i dă jos nepoftitului, cu forța, masca și roba, doar pentru a afla spre groaza lor că acestea nu ascundeau o formă solidă. Abia acum ei își dau seama (prea târziu) că străinul venit în puterea nopții la ei este de fapt Moartea Roșie și toți oaspeții iau boala și mor. Fraza finală a povestirii rezumă astfel: „Și bezna, și ruina, și Moartea Roșie își întinseră peste tot și peste toate nemărginita lor stăpânire”.

## Istoricul publicării
Poe a publicat povestirea pentru prima dată în ediția din mai 1842 a revistei Graham's Lady's and Gentleman's Magazine ca „The Mask of the Red Death”, cu subtitlul „A Fantasy”. Această publicare i-a adus 12 dolari. O versiune revizuită a fost publicată în ediția din 19 iulie 1845 a ziarului Broadway Journal sub titlul standard „The Masque of the Red Death”. Titlul original a subliniat figura de la sfârșitul povestirii; noul titlu pune accentul pe balul mascat.
Prima traducere în limba română a fost publicată în 1885 sub titlul „Masca morții roșii” în revista Tezaurul familiei din București. Criticul și istoricul literar Paul Zarifopol, care citise acea traducere, nu-și amintea dacă tălmăcirea era semnată sau anonimă, iar acel exemplar al revistei lipsea din Biblioteca Academiei Române și nu mai putea fi consultat.:p. 639 Traducerea realizată de I.L. Caragiale (considerată de mulți istorici literari ca fiind prima traducere românească a povestirii):p. 640 a fost publicată în anul 1896 sub titlul „Masca” în revista ieșeană Epoca literară (anul I, nr. 1, 1896, pp. 2-3), fiind reeditată în 1898 sub titlul „Masca, după Edgar Poe” în revista ieșeană Calendarul Dacia.:p. 199 Tălmăcirea era făcută după versiunea franceză a lui Charles Baudelaire și a fost reprodusă în ediția operelor lui I.L. Caragiale, îngrijită de Paul Zarifopol, vol. II. (Ed. Cultura Națională, București, 1931), pp. 333-340.
Traducerile următoare au apărut sub titlul „Moartea Roșie” și au fost realizate de către Ion Corbu (Barbu Nemțeanu) (publicată în revista Pagini literare, anul I, 1908, nr. 13, pp. 194-197), de Axelrad Luca (publicată, alături de „Cei opt Orangutani” și „Corbul”, într-o broșură de 32 de pagini tipărită în 1909 de Tip. M. Kalber din București, în Biblioteca Lumen, nr. 24.):p. 640 și de Pompiliu Păltănea (publicată în revista Viața Nouă, anul VII, 1911, nr. 16, pp. 302-307). Alte traduceri au fost realizate de Nicolae Dașcovici (publicată sub titlul „Masca morții roșii” în vol. Povestiri Extraordinare, editat în 1911 de Editura Cartea Românească din București, în Biblioteca „Minerva”, nr. 118), de Ion Achimescu (publicată sub titlul „Masca” în vol. Nuvele alese, Tipografia Dor P. Cucu, București, 1912, pp. 62-70) și de Mih. St. Băișoiu (sub titlul „Masca Morții Roșii”, nedatată).:p. 641
Povestirea a fost tradusă apoi de Ion Vinea și publicată sub titlul „Masca Morții Roșii” în vol. Scrieri alese (vol. I), editat în 1963 de Editura pentru Literatură Universală din București; traducerea lui Ion Vinea a fost reeditată și de alte edituri. Alte traduceri au fost realizate de Alina Luca (publicată sub titlul „Masca morții roșii” în volumul Nouă întâmplări bizare, editat în 2006 de Editura Pandora M din Târgoviște), Ioana Ionașek (publicată în volumul Masca Morții Roșii și alte povestiri, editat în 2008 de Editura Tritonic din București), Liviu Cotrău (publicată în volumul Masca Morții Roșii: schițe, nuvele, povestiri (1831-1842), editat în 2012 de Editura Polirom din Iași) și de Gabriel Mălăescu (publicată în volumul Prăbușirea casei Usher, editat în 2013 de Editura MondoRo din București).

## Analiză

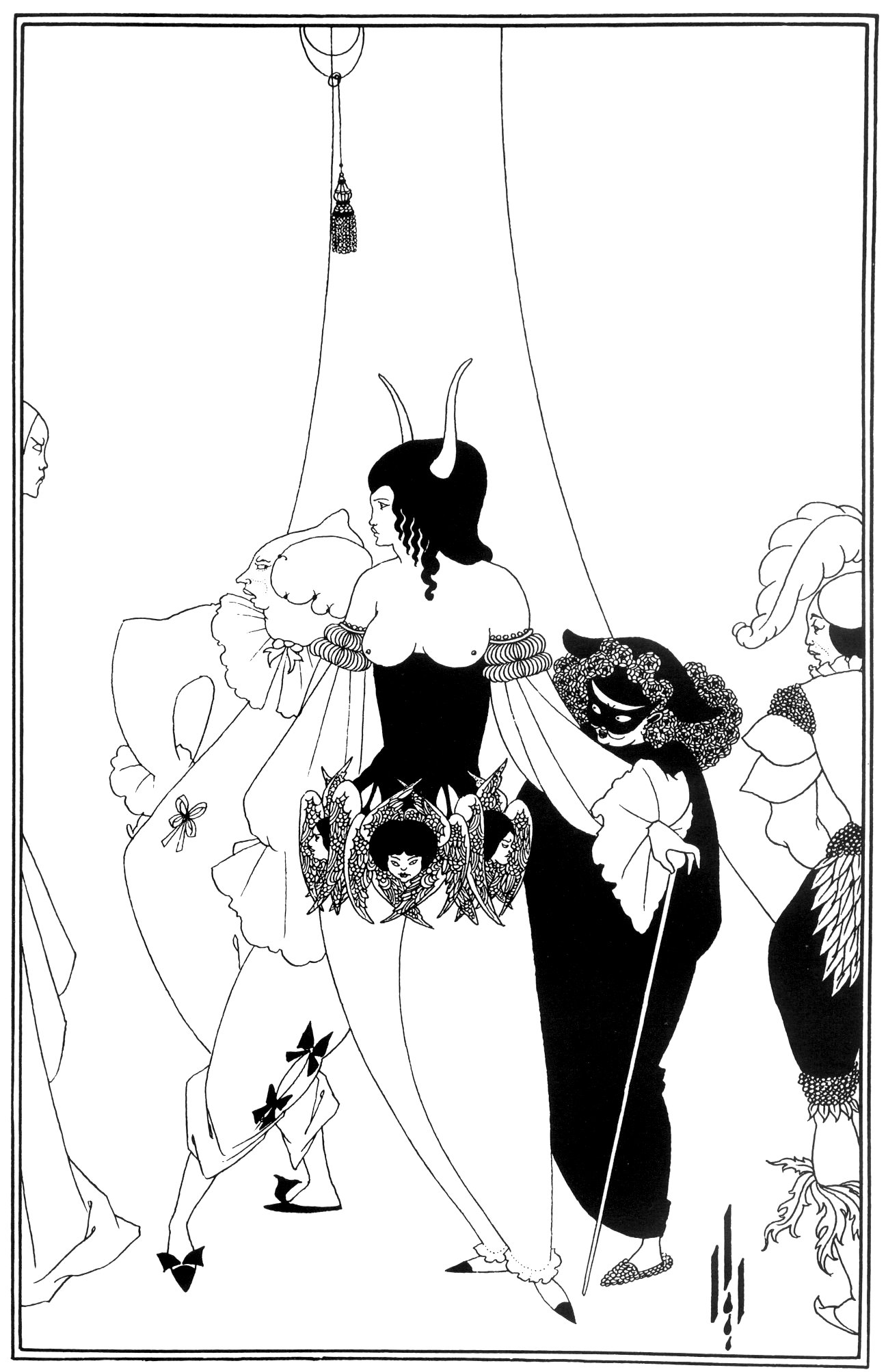
Ilustraţie de Aubrey Beardsley, 1894–1895

În „Masca Morții Roșii” Poe adoptă multe convenții ale ficțiunii gotice tradiționale, inclusiv petrecerea acțiunii la un castel. Cele mai multe camere pot fi reprezentative pentru mintea umană, arătând diferite tipuri de personalitate. Imaginea sângelui și a timpului indică, de asemenea, corporalitatea. Ciuma poate, de fapt, reprezenta atributele tipice ale vieții umane și ale mortalității. Acest lucru ar implica faptul că întreaga poveste este o alegorie despre încercările inutile ale omului de a opri moartea; această interpretare este general acceptată. Cu toate acestea, există o dispută cu privire la modul în care ar trebuie să se interpreteze „Masca Morții Roșii”; unii sugerează că nu este alegorică, în special ca urmare a faptului că Poe a admis că are o antipatie față de didacticismul din literatură. În cazul în care povestirea are într-adevăr o morală, Poe nu o prezintă în mod explicit în text.
Este posibil ca povestirea să fie doar o fantezie de răzbunare, în care bogații indiferenți își suferă soarta pe care o „merită”, născocită de Poe ca răspuns la deosebirile de clasă din perioada sa, o sublimare a frustrărilor sale față de propria situație de viață. Naratorul omniscient la persoana a treia prezintă impasibil sosirea Morții Roșii, fără regret, ca și cum aceasta este consecința logică a depravării morale.
Sângele, subliniat pe parcursul povestirii în combinație cu culoarea roșie, servește ca un simbol dual, reprezentând atât moartea, cât și viața. Acest lucru este subliniat de persoana mascată - nedescrisă în mod explicit ca Moartea Roșie, ci doar costumată în Moartea Roșie - făcându-și apariția inițială în camera din capătul estic, care este de culoare albastră, o culoare cel mai adesea asociată cu nașterea.
Deși castelul lui Prospero este menit să țină boala afară, acesta este în cele din urmă o structură opresivă. Arhitectura sa ca un labirint și ferestrele înalte și înguste au devenit aproape burlești în camera neagră din capăt, așa de opresivă că „prea puțini dintre oaspeți aveau îndrăzneala să-i treacă pragul”. În plus, castelul este menit să fie un spațiu închis, dar străinul reușește să intre în el, sugerând faptul că controlul este o iluzie.
Ca și multe din povestirile lui Poe, „Masca Morții Roșii” a fost interpretată și ea ca autobiografică. Potrivit acestui punct de vedere, prințul Prospero este Poe văzut ca un tânăr bogat, care făcea parte dintr-o familie distinsă asemănătoare cu părinții adoptivi ai lui Poe, familia Allan. După această interpretare, Poe caută refugiu de pericolele lumii exterioare, iar portretizarea sa ca singura persoană care dorea să se confrunte cu straniul este emblematică pentru fuga lui Poe din fața pericolelor inevitabile din viața lui.

### „Moartea Roșie”
Boala Moartea Roșie este fictivă. Poe o descrie ca provocând „dureri ascuțite și amețeli neașteptate și apoi, prin toți porii, cu sudori necurmate de sânge” și ducând la moarte într-o jumătate de oră.
Este posibil ca boala să fi fost inspirată de tuberculoză (sau de aprindere, cum era cunoscută atunci), deoarece soția lui Poe, Virginia, suferea de boală la momentul în care a fost scrisă povestirea. Ca și prințul Prospero, Poe a încercat să ignore fatalitatea bolii. Mama lui Poe Eliza, fratele William și mama sa vitregă Frances Allan au murit, de asemenea, de tuberculoză. Alternativ, Moartea Roșie se poate referi la holeră; Poe ar fi fost martorul unei epidemii de holeră în Baltimore, Maryland în 1831. Alții au sugerat că plaga este, de fapt ciuma bubonică sau Moartea Neagră, subliniată de punctul culminant al povestirii care arată Moartea „Roșie” în camera „neagră”. Un scriitor aseamănă descrierea cu cea a unei febre hemoragice virale sau fasceită necrozantă. S-a sugerat că Moartea Roșie nu este o boală, ci altceva (un fel de „păcat originar”), care este împărtășită de întreaga omenire în mod inerent.

## Literatură și romane ilustrate
- Povestirea „Death And Venice” (din „The Sandman : Endless Nights” a lui Neil Gaiman) are mai multe asemănări cu „Masca Morții Roșii”: Moartea Infinitului alege un anumit timp pentru a-i vizita pe aristocrații italieni în timpul unui bal-carnaval și pune capăt acestuia.
- Frazele finale ale povestirii „Masca Morții Roșii” sunt citate în povestea de benzi desenate horror-western „120 Days Of Djustine”, scrisă de Enrico Teodorani și ilustrată de Antonio Conversano.
- Stephen King face frecvent referire la „Masca Morții Roșii” în romanul său Strălucirea (1977).

## Adaptări teatrale, radiofonice și cinematografice
- Povestirea a inspirat filmul A Spectre Haunts Europe (1921) al producătorului rus Vladimir Gardin.
- Basil Rathbone a citit întreaga povestire în LP-ul Caedmon de la începutul anilor 1960, cu înregistrările din înregistrarea The Tales of Edgar Allan Poe. Alte cărți audio i-au avut ca cititori pe Christopher Lee, Hurd Hatfield, Martin Donegan și Gabriel Byrne.
- Printre filmele de scurt metraj inspirate din această povestire sunt Maska crvene smrti (1969), produs de Zagreb Film[24] și o producție Tarantula regizată de Jacques Donjean, Le Masque de la Mort rouge (2006).[25]
- Povestirea a fost adaptată în 1964 de Roger Corman în filmul The Masque of the Red Death, cu Vincent Price în rolul principal. Filmul a adaptat și părți dintr-o altă povestire a lui Poe, „Hopa-Hop”, în care apăreau bufonul curții și soția sa. Corman a produs, dar nu a regizat un remake al filmului în 1989, cu Adrian Paul în rolul prințului Prospero.[26]
- Povestirea a fost adaptată, combinată cu elemente din „Balerca de Amontillado”, de către regizorul american Orson Welles ca un episod planificat pentru filmul antologie a lui Poe Spirits of the Dead, în care Welles trebuia să-l interpreteze pe prințul Prospero și Oja Kodar pe Fortunato. Producătorii francezi au înlocuit episodul cu segmente regizate de Roger Vadim și Louis Malle.[necesită citare]
- Povestirea a fost adaptată de George Lowther pentru emisiunea din 10 ianuarie 1975 a CBS Radio Mystery Theater. Rolurile principale au fost interpretate de Karl Swenson și Staats Cotsworth.
- O lectură radio a fost realizată de Winifred Phillips, cu muzica compusă de ea. Programul a fost produs de Winnie Waldron ca parte a serialului Tales by American Masters de la National Public Radio.
- Povestirea a fost adaptată de Punchdrunk Productions, în colaborare cu Battersea Arts Centre, ca un spectacol de teatru itinerant la Battersea din 17 septembrie 2007 până la 12 aprilie 2008.[27]
- Povestirea stă la baza unui eveniment organizat anual de Halloween intitulat The Masquerade Of The Red Death, organizat la Detroit, Michigan. Evenimentul are loc începând din 2013 și-i introduce pe participanți în centrul poveștii lui Poe.[28] [29]

## Adaptări și referiri muzicale
- Trupa de heavy metal Crimson Glory a compus și lansat cântecul „Masque of the Red Death”, care se referă la povestire, pe albumul Transcendence (1988).
- Jocul de aventură de groază The Dark Eye conține o lectură a povestirii de către scriitorul William S. Burroughs.
- Trupa rock Stormwitch a lansat piesa „Masque Of The Red Death” pe albumul Tales Of Terror (1985). Versurile lor urmează intriga povestirii.
- Trupa post-hardcore Thrice repovestește efectiv povestirea în cântecul „The Red Death”, pe albumul The Illusion of Safety.
- Trupa de metal gotic Theatre of Tragedy a inclus secvențe din filmul cu Vincent Price din 1964 în cântecul „And When He Falleth” de pe albumul Velvet Darkness They Fear.
- The Red Death este o trupă de rock metal din nordul statului New York, al cărui nume este derivat de la titlul bolii și a lansat albume la Metal Blade Records și Siege of Amida/Ferret Records.
- Trupa italiană de rock progresiv Mad Puppet a scris un cântec intitulat „The Masque of the Red Death” pe albumul lor de debut Masque, care urmează îndeaproape povestirea.
- Chitaristul Michael Romeo de la Symphony X a lansat o piesă instrumentală intitulată „Masque of the Red Death”, care a apărut pe albumul solo The Dark Chapter (1994).
- Cântărețul și compozitorul italian Eros Ramazzotti are un cântec, „Lettera al futuro” („Scrisoare către viitor”), inclus pe albumul Dove c'è musica (1996), ale cărui versuri sunt, în esență o repovestire foarte concisă a evenimentelor din povestire. Spre deosebire de alți cântăreți și alte formații, Ramazzotti nu încheie povestirea, preferând în schimb să tragă propriile sale concluzii din ea. Cum cântecul se referă la prezent, versurile sale menționând „vântul rău al unei boli îngrozitoare” au fost interpretate la acel timp ca o referire la SIDA.